# Autostrada A9 (Italien)
Die Autostrada A9 (italienisch für ‚Autobahn A9‘) ist eine italienische Autobahn im Norden des Landes, die außerdem Teil der Autostrada dei Laghi ist. Sie ist 32,4 km lang und mautpflichtig.

## Verlauf
Die A9 zweigt ca. 20 km nördlich von Mailand von der Autobahn A8 ab. Dann führt sie nordwärts durch die Po-Ebene vorbei an den Ortschaften Saronno, Turate und Lurate bis nach Como in der Nähe des Comer Sees.
Hier erreicht sie beim Grenzübergang Como/Brogeda ihren Endpunkt. Die Weiterführung in der Schweiz erfolgt durch die A2.

## Geschichte
Die A9 ist die zweitälteste Autobahn der Welt und die zweitälteste italienische Autobahn (nach der A8). Sie wurde bereits am 28. Juni 1925 zwischen Lainate und Como eröffnet. Die Anbindung an die schweizerische A2 mit dem Grenzübergang wurde am 1. Dezember 1971 eröffnet.

→ für weitere Details siehe: Autostrada dei Laghi

## Verwaltung und Ausbauzustand
Die Autobahn wird heute von der italienischen Autobahngesellschaft  Autostrade per l’Italia  verwaltet.
Die Kilometrierung der A9 beginnt nicht wie üblicherweise bei km 0, sondern bei km 10,7. Die ersten 10 km sind Teil der A8.
Die A9 ist im gesamten Abschnitt derzeit vierspurig ausgebaut. Da die Autobahn eine wichtige Verbindung Mailands mit der Schweiz und dem Norden Europas darstellt, wird die A9 derzeit auf nahezu dem gesamten Streckenabschnitt sechsspurig ausgebaut.
Am 27. Juli 2009 starteten die Bauarbeiten, die folgende Projekte beinhalten:
- Neue Anschlussstelle Lomazzo sud,
- die Errichtung von 13 km Lärmschutzwänden sowie
- sechsspuriger Ausbau zwischen km 11 und km 34 der Autobahn

Die Gesamtlänge des Bauabschnittes betrug 23,2 km, die Gesamtkosten beliefen sich auf 563 Millionen Euro. Die Bauarbeiten wurden 2012 abgeschlossen.

## Maut

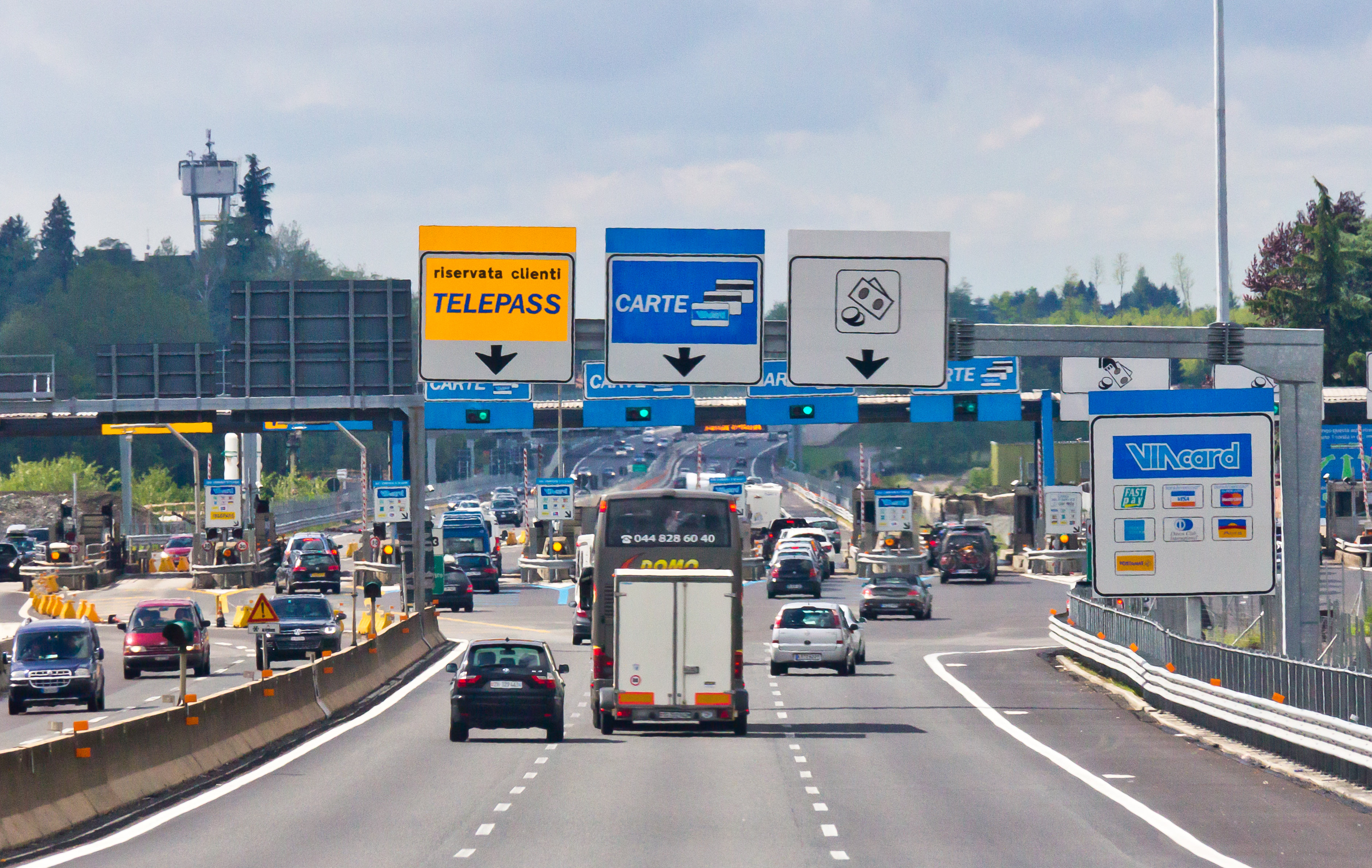
Mautstelle Como Grandate, Fahrtrichtung Süden. Eine Schilderbrücke lenkt die Fahrer auf die Spuren für Zahlung per Telepass, Kredit-/Debitkarten und Barzahlung

Die A9 ist mautpflichtig, allerdings weist sie, anders als die meisten Autobahnen, ein anderes Mautsystem auf. Normalerweise ist die Höhe der Maut bestimmt nach der zurückgelegten Entfernung und der benutzten Straße sowie der Fahrzeugklasse. Die Maut wird beim Verlassen der Autobahn in Autobahnstationen bezahlt.
Diese Autobahn jedoch wird als offenes System (ital.: sistema aperto) verwaltet, d. h. an den beiden Mautstellen wird, unabhängig von der zurückgelegten Entfernung, nur ein Pauschalbetrag erhoben.
→ siehe auch: Maut in Italien